# Zâmbia nos Jogos Olímpicos de Verão de 2004
A Zâmbia competiu nos Jogos Olímpicos de Verão de 2004, em Atenas, na Grécia.